# 6th Vermont Infantry

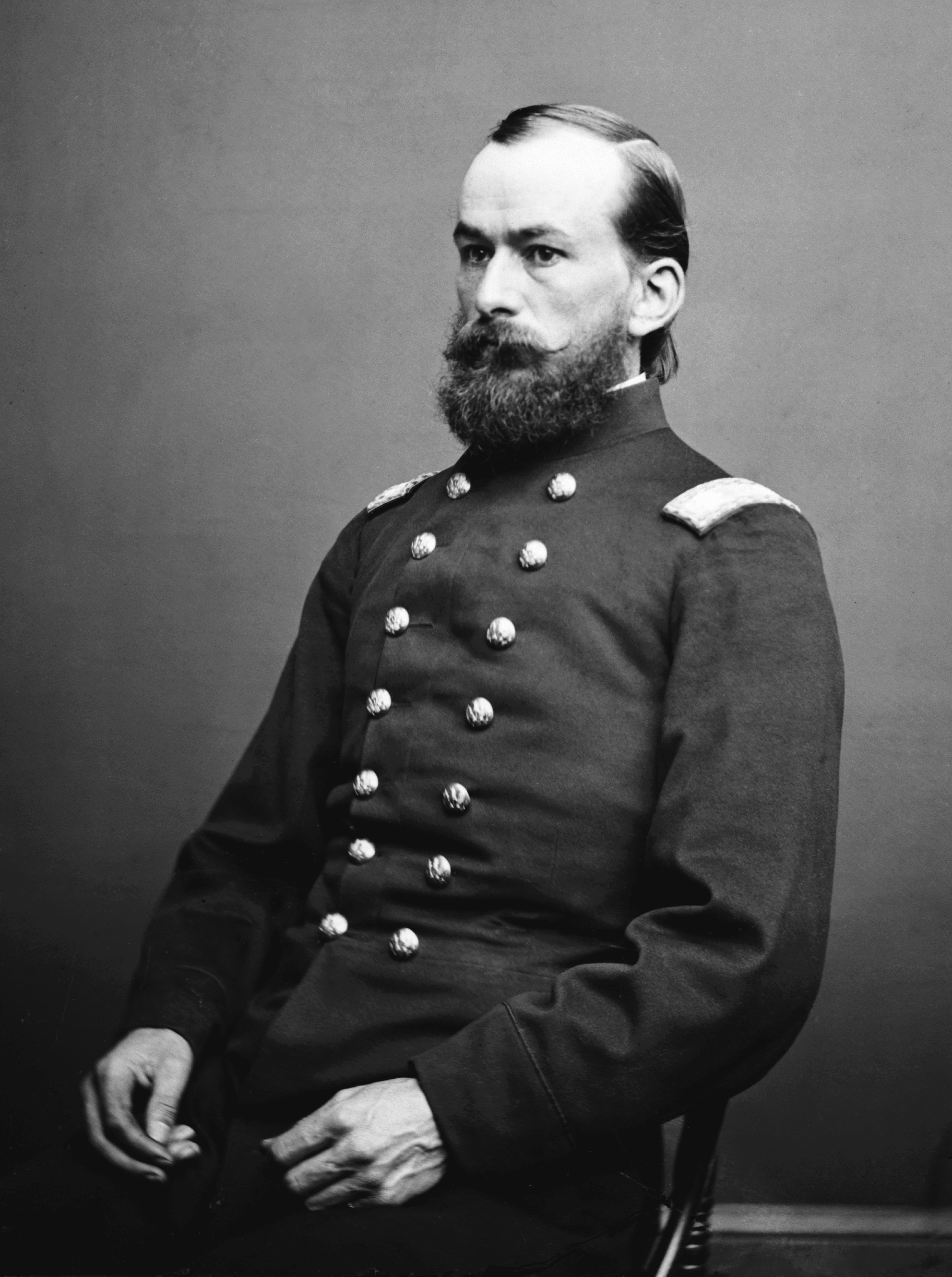
Asa P. Blunt commande le régiment en 1861

Le 6th Regiment, Vermont Volunteer Infantry (ou 6 VVI) est un régiment d'infanterie d'une durée de trois années de l'armée de l'Union pendant la guerre de Sécession. Il sert sur le théâtre oriental, principalement dans le VIe corps, de l'armée du Potomac, d'octobre 1861 à juin 1865. Il fait partie de la brigade du Vermont.

## Service
Le régiment entre dans le service fédéral le 15 octobre 1861, à St. Albans, au Vermont. Il est engagé ou présent à Warwick Creek, Lee's Mill, Williamsburg, Golding's Farm, Savage's Station et White Oak Swamp lors de la campagne de la Péninsule ; Crampton's Gap et Antietam au cours de la campagne du Maryland de 1862 ; bataille de Fredericksburg, Marye's Heights, Salem Church, et Banks' Ford ; Gettysburg et Funkstown au cours de la campagne de Gettysburg ; Gainesville et Rappahannock Station ; la Wilderness, Spotsylvania, Cold Harbor, Petersburg, Wilmington et Weldon Railroad, et Reams Station au cours de la campagne de l'Overland ; fort Stevens ; Charlestown, Opequon, Winchester, Fisher's Hill, et Cedar Creek au cours de la campagne de la vallée de la Shenandoah ; siège Petersburg, et Sayler's Creek au cours de la campagne d'Appomattox.

## Total des pertes
Tout au long du service du 6th Vermont, 189 hommes sont tués et blessés mortellement au combat, 2 sont morts d'accident non-lié au combat, 20 sont morts dans les prisons confédérées et 189 sont morts de maladie pour une perte totale de 400 hommes.
Le régiment quitte le service le 26 juin 1865.